# تپه گورستان چهارباغ
تپه قبرستان چهار باغ مربوط به هزاره اول قبل از میلاد تا دوره صفوی است و در شهرستان ساوجبلاغ، بخش چهار باغ، شهر جهار باغ، ۳۰۰ متری ضلع غربی شهر واقع شده و این اثر در تاریخ ۶ اسفند ۱۳۸۵ با شمارهٔ ثبت ۱۷۵۷۹ به‌عنوان یکی از آثار ملی ایران به ثبت رسیده است.